# Paco (coloquialismo)

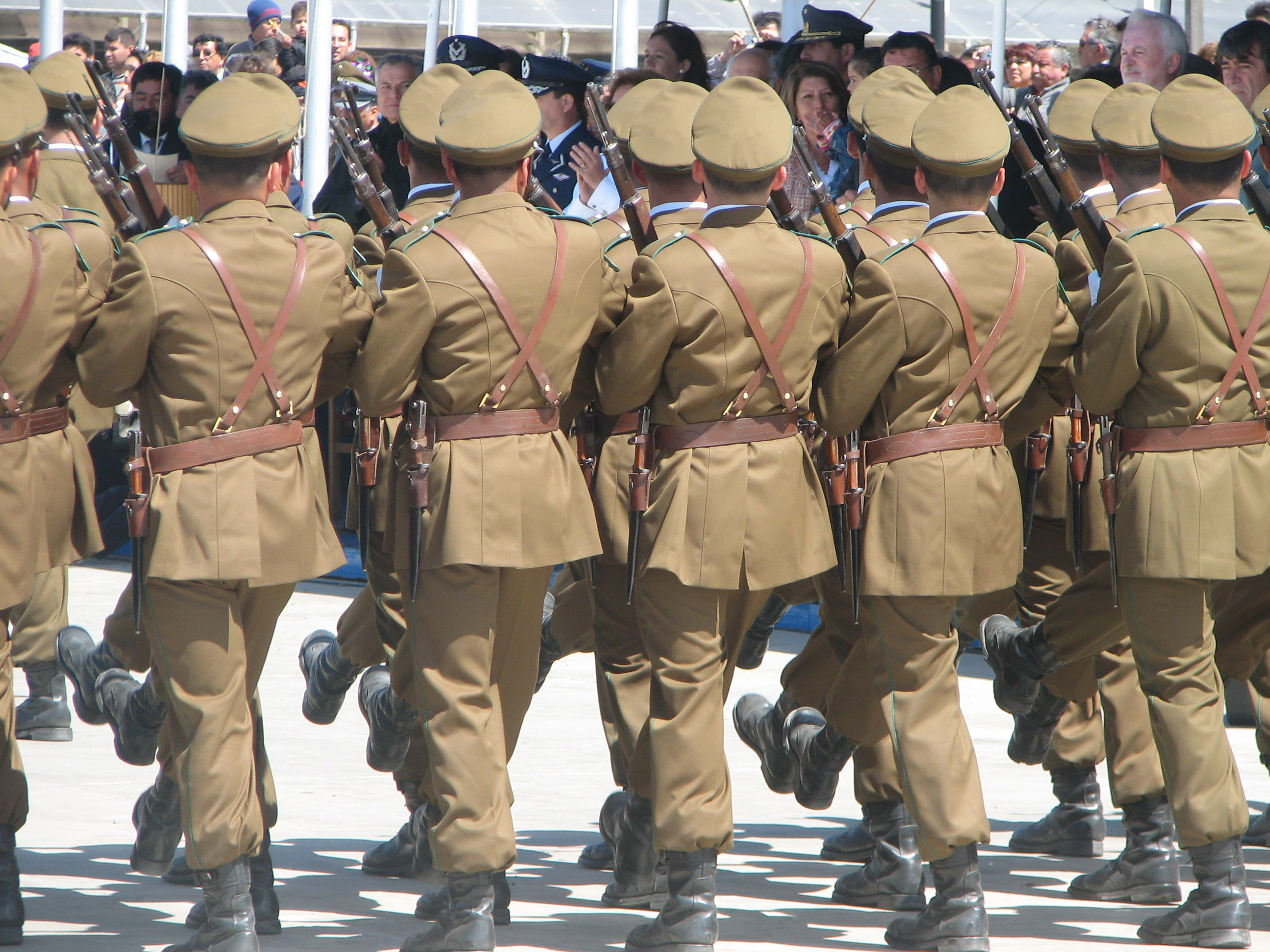
Carabineros.

Paco es un coloquialismo chileno utilizado para referirse a los carabineros, y que según su contexto y uso puede tener una connotación positiva o peyorativa.

## Etimología
Benjamín Vicuña Mackenna menciona en su texto La policía de seguridad en las grandes ciudades modernas (1875) que tendría un origen quechua y que significaría 'siervo' o 'esclavo'; sin embargo, Zorobabel Rodríguez en su Diccionario de chilenismos (1875) refuta la versión de Vicuña Mackenna:

Lo mas probable nos parece suponer que el paco nuestro venga del quichua ppáccu, que significa rubio, castaño, bayo, como no solo es de suponerse sino de afirmarse categóricamente con respecto al adjetivo, paco, a, bayo, a. Para explicarnos la sustantivacion de este adjetivo nos bastará 
recordar que hace algunos años no era raro ver abrigados a los policiales de Santiago con ponchos pacos, únicos capotes con que aun se defienden del frio i de la lluvia los de varios departamentos, i que no faltan en nuestra patria ejemplos de adjetivos que expresan color trocados en sustantivos que designan a las personas que de él acostumbran vestirse. ¿No llamamos vulgarmente morados a los obispos, negros a los tordos? I por la inversa, no llamamos carmelita al color de que se visten los religiosos de la orden del Carmelo, i lacre el rojo, solo porque este es el color que comunmente se da a aquél? ¿Por qué no suponer entonces que el color de los ponchos de los guardias civiles haya servido al vulgo para formarles un nombre, ya que él, o no existia en la Península, o no habia llegado a estas tierras? Paco, a, como queda dicho, es bayo, a, i a veces también pardo, a.
Diccionario de chilenismos (1875)

El Diccionario manual e ilustrado de la Lengua Española de la Real Academia de la Lengua Española (1984) define la palabra "paco" como un 'gendarme, porque usaban ponchos de color rojizo'. Del mismo modo, el Diccionario de la lengua española define como "paco" a un 'miembro del cuerpo de Policía', señalando que dicho concepto se utiliza también en Bolivia, Colombia, Costa Rica, Panamá y Perú.

## Uso
Durante las protestas estudiantiles de 2011 un perro callejero de Santiago de Chile con pelaje negro se hizo conocido por aparecer durante las marchas callejeras ladrando y amenazando a los "pacos", lo cual generó simpatía entre los manifestantes, quienes lo bautizaron como Negro Matapacos; el can falleció en 2017.
En junio de 2018, y a raíz de una propuesta para castigar el uso de la palabra "paco", el entonces general director de Carabineros, Hermes Soto, señalaba los distintos usos que tenía el concepto de acuerdo al contexto:

Cada vez que se utilice ese término, pero en forma despectiva o grosera, por supuesto que nos molesta. Cuando es con simpatía con acercamiento, no nos complica tanto, pero yo creo que el que se utilice en una forma grosera o falta de respeto a un organismo tan importante para el desarrollo del país como también cuando se hace con otras autoridades, yo creo que no corresponde
Hermes Soto, 18 de junio de 2018.

El 6 de abril de 2023, durante la emisión del programa matinal Mucho gusto y en la que se desarrollaba un punto de prensa donde se hablaba del asesinato del carabinero Daniel Palma Yáñez, la periodista Paulina de Allende-Salazar utilizó la palabra "paco" para referirse al uniformado, lo que suscitó diversas críticas por parte de la institución y autoridades políticas chilenas; el general Álex Chaván exigió que la periodista se retirara de la conferencia de prensa. Ese mismo día, tras las disculpas de su canal y de ella misma, fue desvinculada de Mega. El profesor de lingüística Jaime Campusano negó que la palabra "paco" tenga una connotación negativa, señalando que "entre los profesores de la Escuela de Carabineros nos paqueamos".